# Markthalle (Mornac-sur-Seudre)

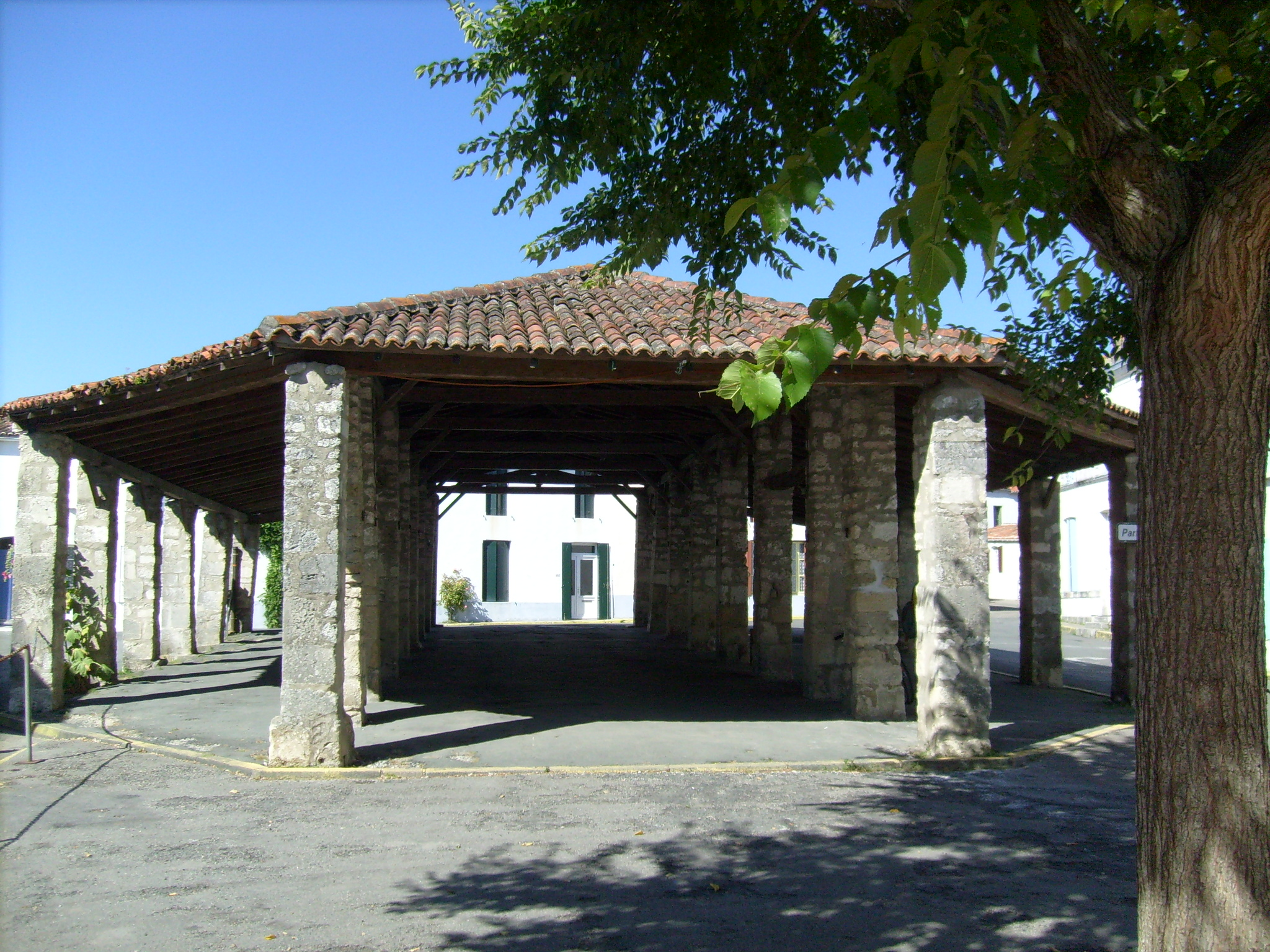
Markthalle in Mornac-sur-Seudre

Die Markthalle in Mornac-sur-Seudre, einer französischen Gemeinde im Département Charente-Maritime in der Region Nouvelle-Aquitaine, wurde vermutlich im 16. Jahrhundert errichtet.   
Die Markthalle an der Place des Halles, außerhalb des historischen Ortskerns, besteht aus drei Schiffen, die von Pfeilern aus Bruchsteinmauerwerk gegliedert werden. Die offene Halle wird von einem achteckigen Ziegeldach abschlossen, das im 20. Jahrhundert erneuert wurde.